# 第二次桂平戰鬥 (國軍內戰)
桂平戰鬥發生於1930年1月25日－30日，地點則是在中國桂東一帶，是國民革命軍內部所發生的內戰戰鬥之一。桂平戰鬥的交戰雙方，一方為粵軍，另一方為黃旭初軍隊。